# Passiflora truncata
Passiflora truncata är en passionsblomsväxtart som beskrevs av Eduard August von Regel. Passiflora truncata ingår i släktet passionsblommor, och familjen passionsblomsväxter. Inga underarter finns listade i Catalogue of Life.